# Orés
Orés – gmina w Hiszpanii, w prowincji Saragossa, w Aragonii, o powierzchni 54,52 km². W 2011 roku gmina liczyła 103 mieszkańców.